# كليف داوني
كليف داوني هو سياسي كندي، ولد في 24 مايو 1928 في كندا، وتوفي في 3 مايو 2018 في إدمونتون في كندا. حزبياً، نشط في الحزب الكندي التقدمي المحافظ. وقد انتخب عضو مجلس العموم الكندي.